# Nathan Lee Miller
Nathan Lee Miller, född 6 mars 1866 i Morgan County, Alabama, död 30 augusti 1933, var en amerikansk demokratisk politiker. Han var viceguvernör i delstaten Alabama 1919–1923.
Miller studerade juridik i Birmingham och inledde 1897 sin karriär som advokat. Han var frimurare och medlem i Knights of Pythias. Som viceguvernör tjänstgjorde han i fyra år under guvernör Thomas Kilby.